# Tresana
Tresana település Olaszországban, Massa-Carrara megyében. Lakosainak száma 1951 fő (2023. január 1.). Tresana Bolano, Licciana Nardi, Mulazzo, Podenzana, Villafranca in Lunigiana és Calice al Cornoviglio községekkel határos.

## Népesség
A település népességének változása:
| Lakosok száma | 2020 | 1999 | 1951 |
|               | 2017 | 2018 | 2023 |